# Faces
I Faces furono un gruppo rock and roll formato nel 1969 dai rimanenti componenti degli The Small Faces dopo che Steve Marriott lasciò il gruppo per formare gli Humble Pie.

## Storia
Ron Wood (chitarra) e Rod Stewart (voce) (tutti e due provenienti dal The Jeff Beck Group) si unirono all'ex Small Faces Ronnie Lane (basso), Ian McLagan (tastiere) e Kenney Jones, (batteria) completarono la formazione. La loro carriera si svolse nei primi anni settanta, prima che Rod Stewart iniziasse la sua carriera solista e Ron Wood si unisse ai Rolling Stones nel 1975.
L'ultimo album Ooh La La, che esce nel 1973, ha in copertina una foto del noto attore italiano Ettore Petrolini.

## Discografia

### Album in studio
- 1970 - First Step
- 1971 - Long Player
- 1971 - A Nod Is as Good as a Wink... to a Blind Horse
- 1973 - Ooh La La

### Raccolte
- 1972 - Rod Stewart and The Faces
- 1976 - Snakes and Ladders / The Best of Faces
- 1999 - Good Boys... When They're Asleep
- 2004 - Five Guys Walk into a Bar...

### Singoli
- 1970 - Flying/Three Button Hand Me Down
- 1970 - Had Me a Real Good Time/Rear Wheel Skid
- 1971 - Maybe I'm Amazed/Oh Lord, I'm Browned Off
- 1971 - Stay With Me/You're So Rude
- 1973 - Cindy Incidentally/Skewiff (Mend the Fuse)
- 1973 - Medley: Fly in the Ointment-My Fault-Borstal Boys-Silicone Grown-Ooh La La/Dishevelment Blues
- 1973 - Oh! No Not My Baby/Jodie
- 1973 - Pool Hall Richard/I Wish It Would Rain
- 1974 - You Can Make Me Dance, Sing or Anything/As Long As You Tell Him

### EP
- 1977 - Faces

### Live
- 1974 - Coast to Coast: Overture and Beginners